# Кансянь
Кансянь (кит. упр. 康县, пиньинь Kāng xiàn) — уезд городского округа Луннань провинции Ганьсу (КНР).

## История
В 1928 году из уезда Уду был выделен уезд Юнкан (永康县). В 1929 году он был переименован в Кансянь
В 1949 году был образован Специальный район Уду (武都专区), и уезд вошёл в его состав. В 1958 году Специальный район Уду был присоединён к Специальному району Тяньшуй (天水专区).
В 1961 году Специальный район Уду был создан вновь. В 1968 году Специальный район Уду был переименован в Округ Уду (武都地区). В 1985 году округ Уду был переименован в округ Луннань (陇南地区).
В 2004 году был расформирован округ Луннань и образован городской округ Луннань.

## Административное деление
Уезд делится на 14 посёлков и 7 волостей.